# Myolepta shikokuana
Myolepta shikokuana är en tvåvingeart som beskrevs av Tokuichi Shiraki 1968. Myolepta shikokuana ingår i släktet parkblomflugor, och familjen blomflugor. Inga underarter finns listade i Catalogue of Life.